# Nils Gabriel Sefström
Nils Gabriel Sefström (Ilsbo, 2 de junho de 1787 — Estocolmo, 30 de novembro de 1845) foi um químico sueco.
Foi aluno de Jöns Jacob Berzelius. Estudando a fragilidade do aço redescobriu um novo elemento químico, que denominou de vanádio.
O vanádio foi descoberto em 1801 por Andrés Manuel del Río, um mineralogista espanhol-mexicano, que o denominou eritrônio. Friedrich Wöhler confirmou posteriormente que vanádio e eritrônio eram o mesmo elemento.